# Gare de l’Est (Métro Paris)

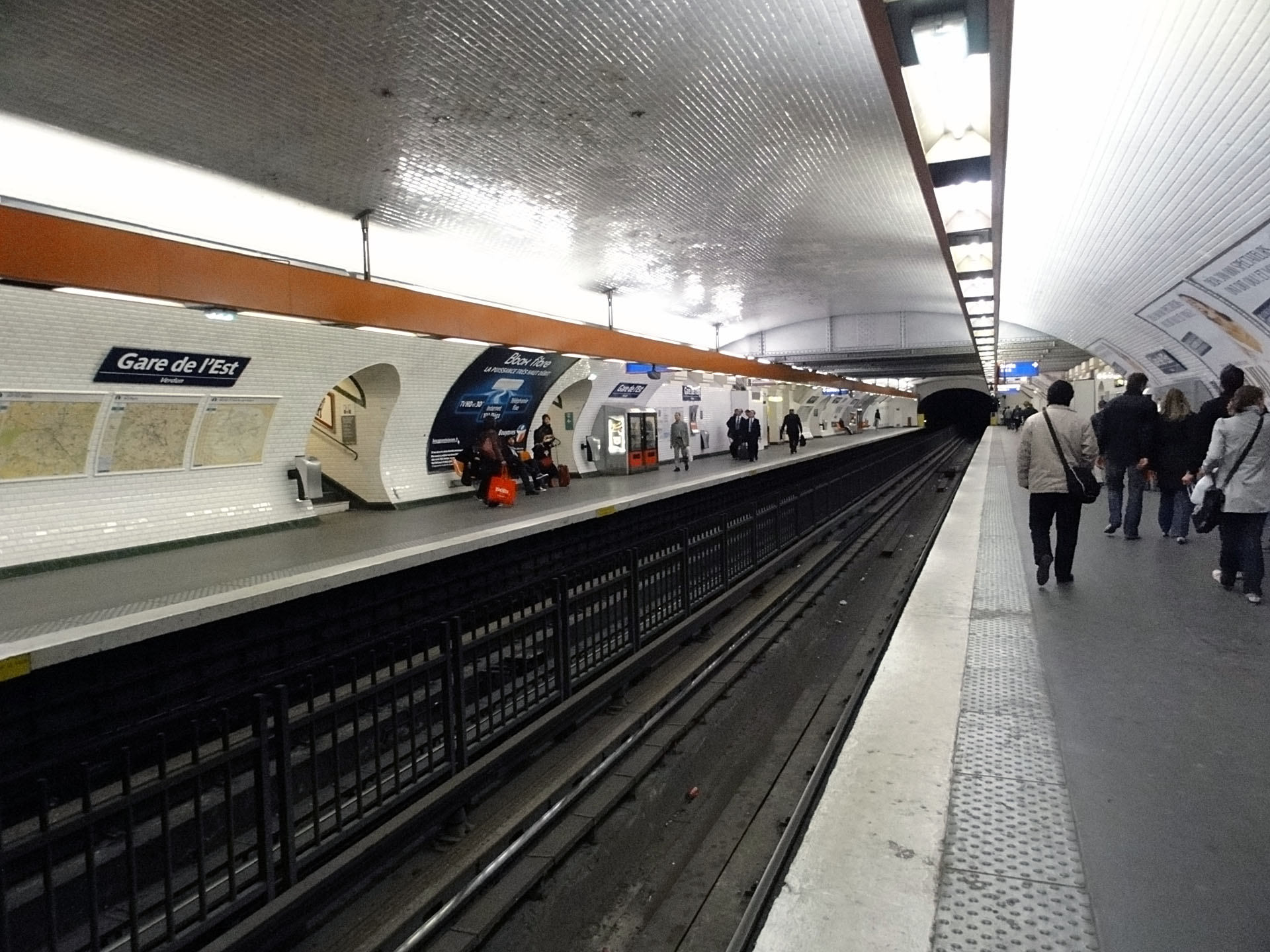
Station der Linie 4, im Hintergrund der querende Gleistrog der Linien 5 und 7

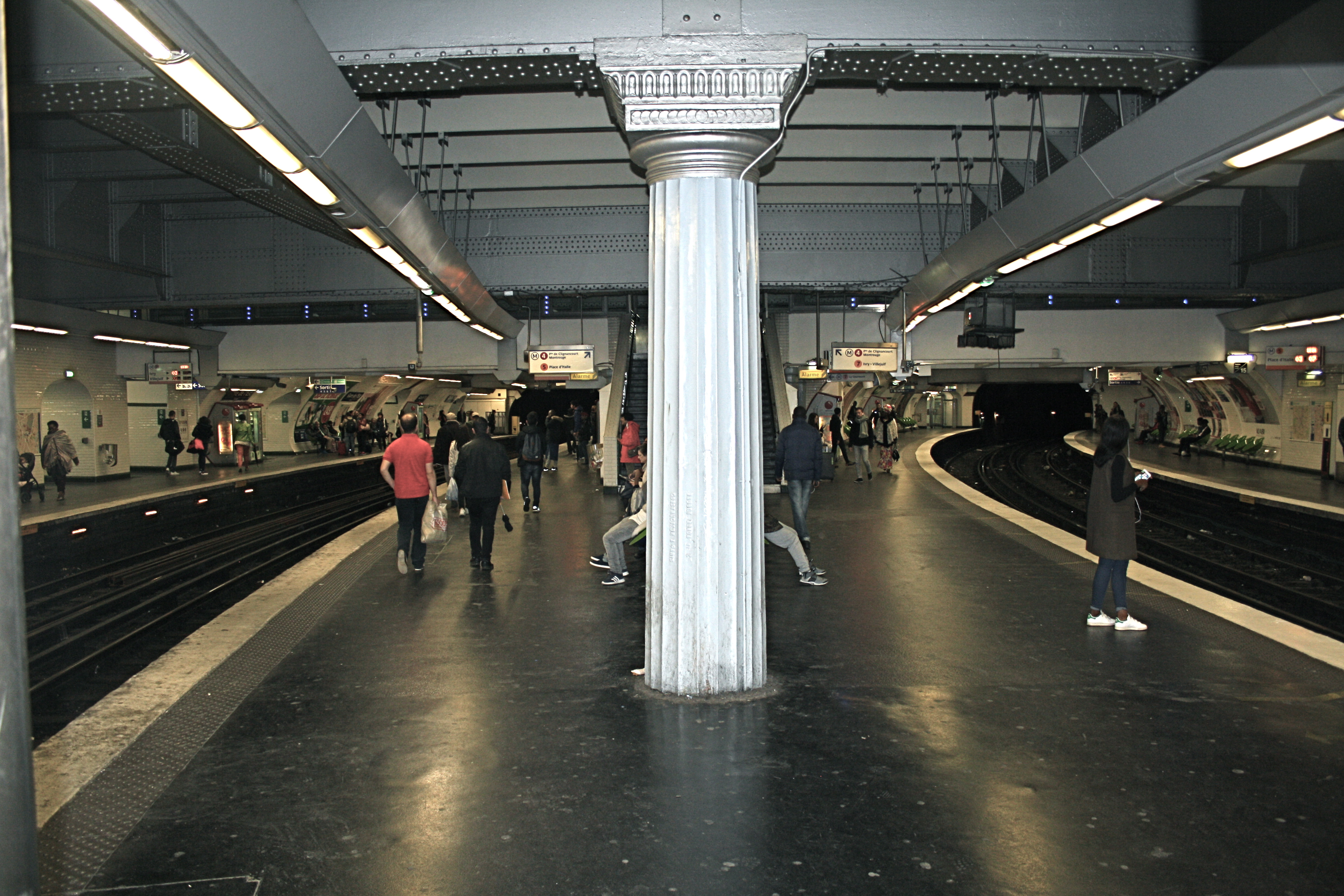
Gemeinsame Station der Linien 5 (rechtes Gleispaar) und 7 mit zwei Seitenbahnsteigen und einem von beiden Linien genutzten Mittelbahnsteig

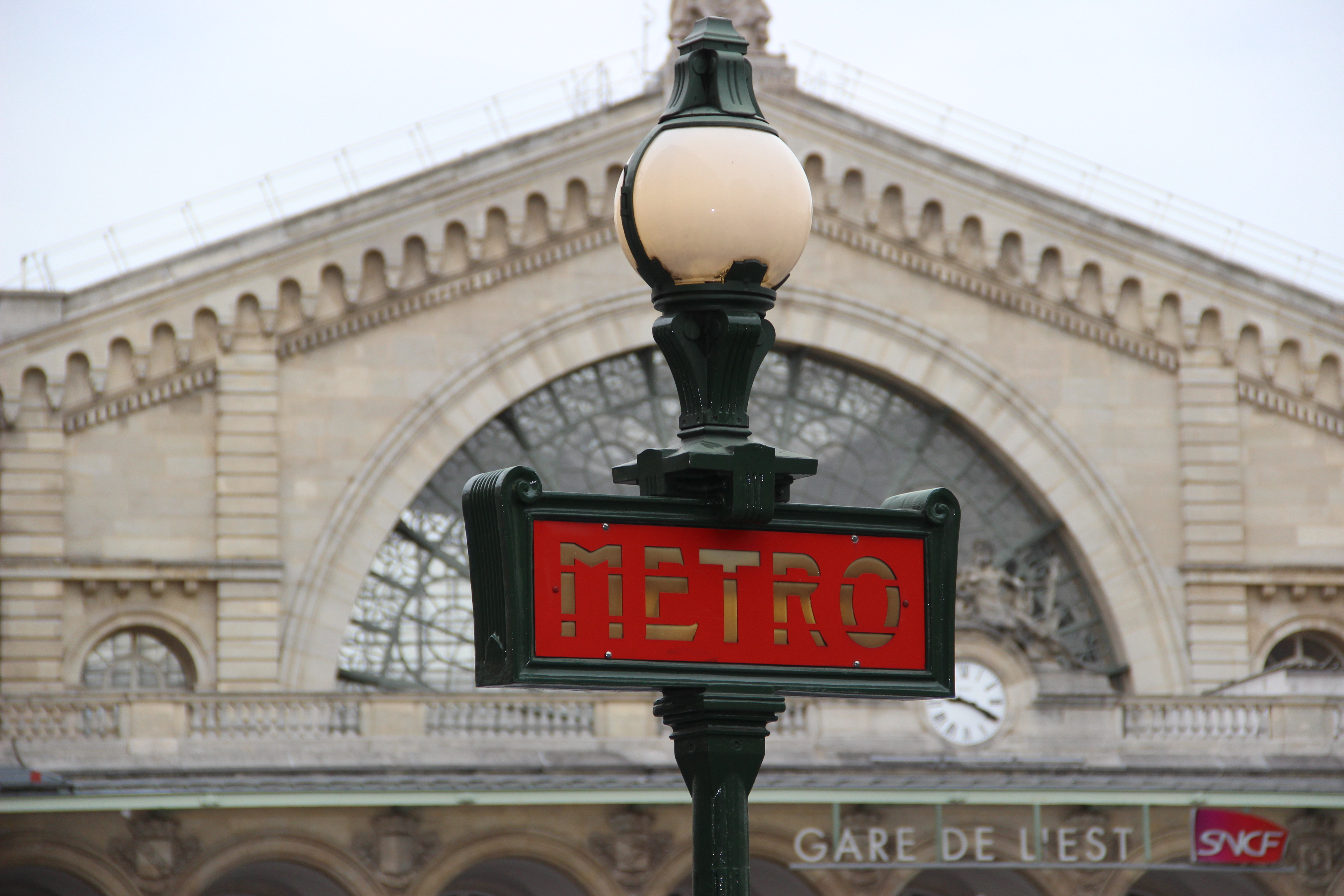
Von Adolphe Dervaux im Stil des Art déco entworfener Kandelaber an einem der Zugänge

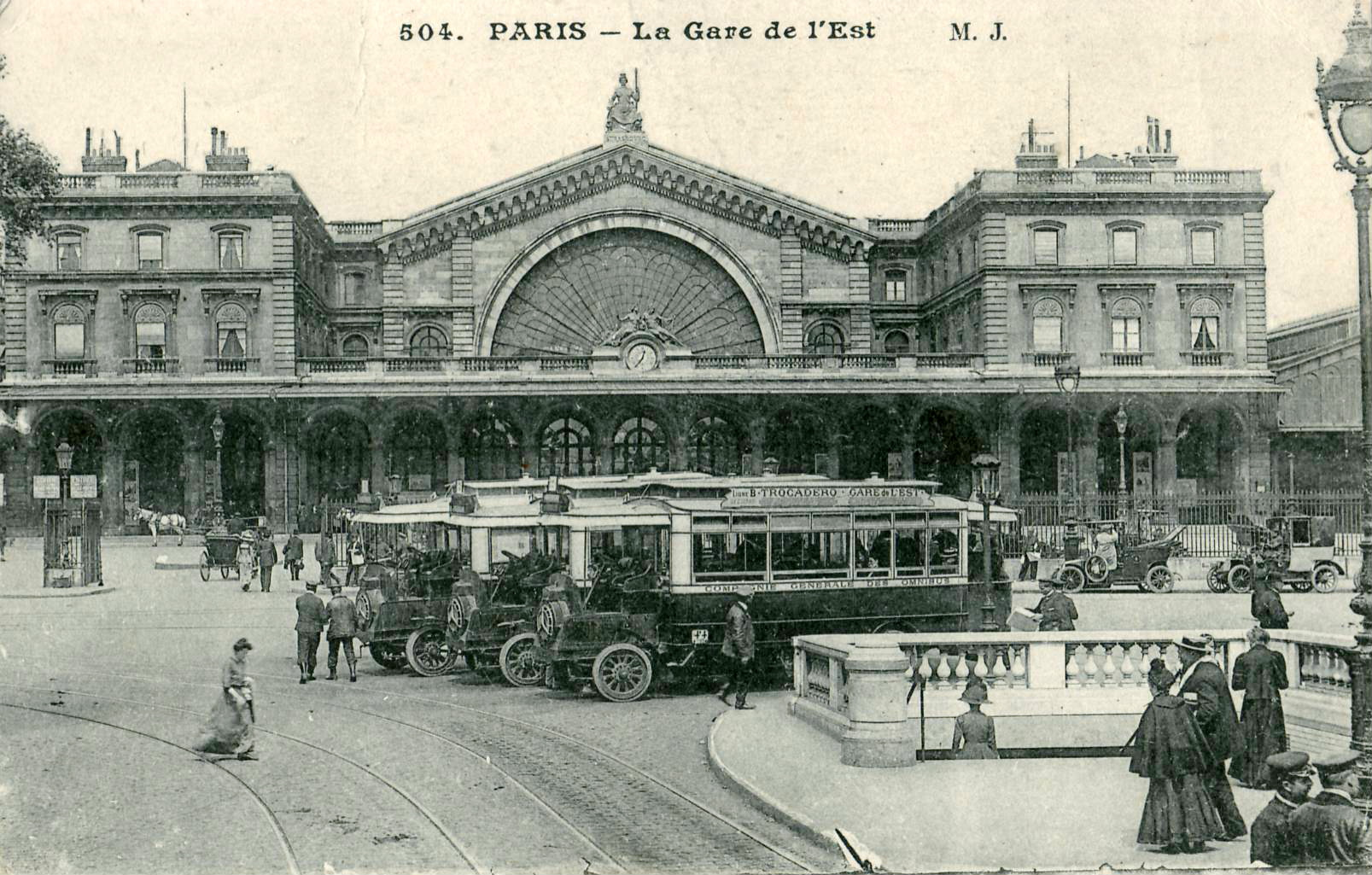
Empfangsgebäude des Gare de l’Est vor 1919, rechts ein Zugang zur Métro

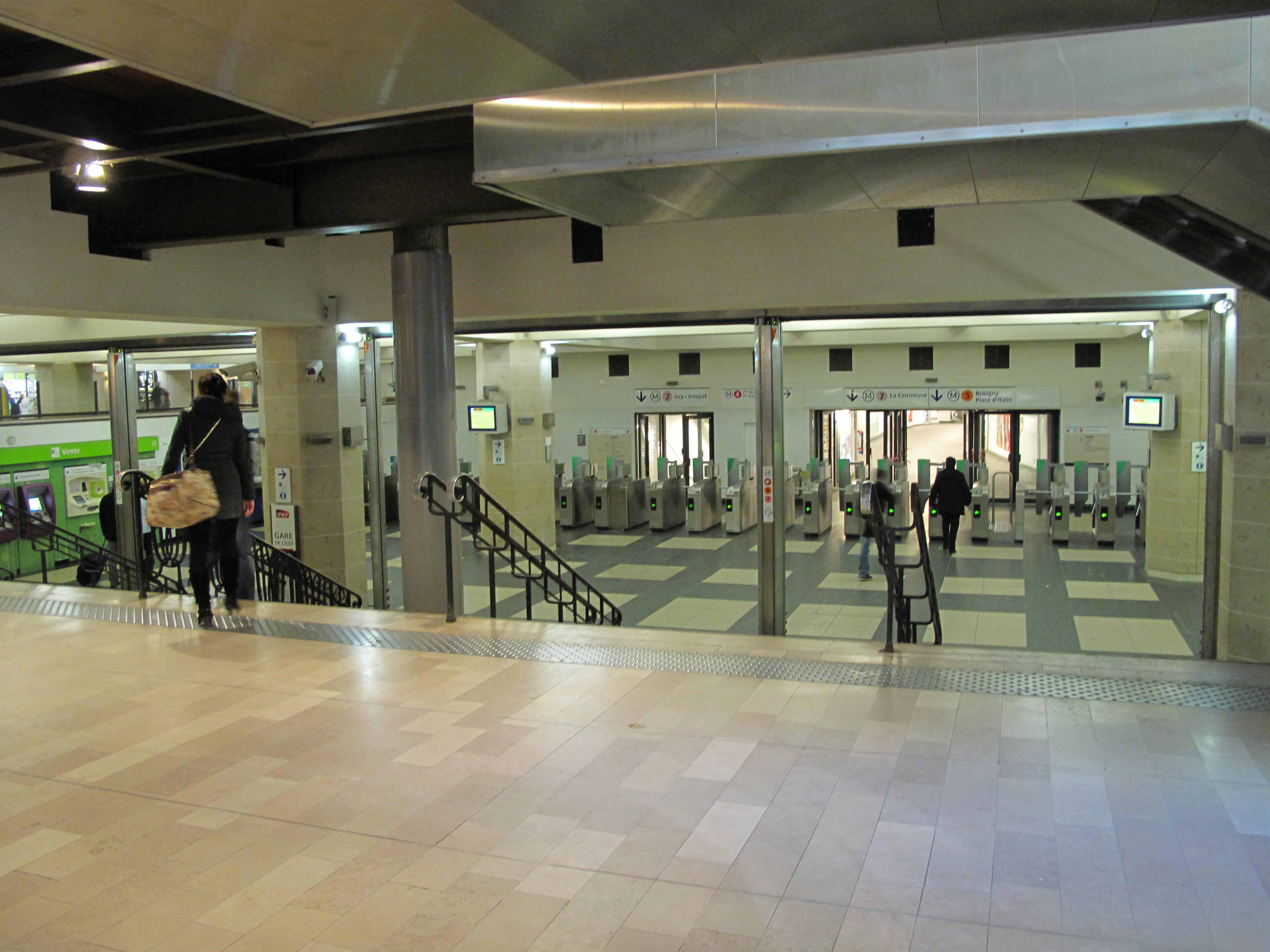
Zugang zur Métro von der Schalterhalle des Gare de l’Est

Der U-Bahnhof Gare de l’Est [ɡaʁ də lɛst] ist ein unterirdischer Umsteigebahnhof der Pariser Métro. Er wird von den Linien 4, 5 und 7 bedient und trägt den Namenszusatz „Verdun“.

## Lage
Der U-Bahnhof befindet sich etwa mittig im 10. Arrondissement von Paris. Seine Stationen liegen unmittelbar südlich des Fernbahnhofs Gare de l’Est unter dessen Vorplatz, der den Namen Place du 11 Novembre 1918 trägt.

## Name
Den Namen gibt der darüberliegende Fernbahnhof, der 1854 seinen heutigen Namen erhielt. Im Deutsch-Französischen Krieg (1870/71) wie auch im Ersten Weltkrieg (1914–1918) wurden von dort die Soldaten in Richtung Osten an die
Front befördert. Daran erinnert der Beiname „Verdun“: In der Schlacht um Verdun verloren 1916 mehr als 600.000 Soldaten ihr Leben.

## Geschichte
Die erste Station wurde am 15. November 1907 mit der Eröffnung der nördlichen Verlängerung der Linie 5 von der Station Lancry (seit 1946: Jacques Bonsergent) bis zur damaligen Endstation Gare du Nord in Betrieb genommen. Sie wurde im westlichen Teil für vier Gleise an drei Bahnsteigen angelegt, um drei Jahre später auch die Linie 7 aufnehmen zu können.
Am 21. April 1908 wurde die Station der Linie 4 eröffnet, die zunächst von Porte de Clignancourt nur bis Châtelet führte. Als letzte Erweiterung folgte am 5. November 1910 die Eröffnung der Station der Linie 7. Deren erster Abschnitt verband die U-Bahnhöfe Porte de la Villette und Opéra.

## Beschreibung
Die Stationen der Linien 5 und 7 haben die ursprüngliche Pariser Standardlänge von 75 m, die der Linie 4 wurde Mitte der 1960er Jahre auf 90 m verlängert. Die Gleise der Linien 5 und 7 liegen auf derselben Ebene, wobei die der Linie 5 einer Krümmung folgen. Ihre Seitenbahnsteige in Fahrtrichtung Nord vereinigen sich etwa auf halber Länge zu einem gemeinsamen Mittelbahnsteig, im östlichen Bereich existieren niveaugleiche Übergänge. Für die Fahrt in Richtung Süden hat die Linie 7 auf der Nordseite der Anlage, die Linie 5 auf deren Südseite einen separaten Seitenbahnsteig.
Während die östlichen Abschnitte beider Stationen elliptische Querschnitte aufweisen, ist der Querschnitt nach ihrer Vereinigung rechteckig. Dort besteht die Decke aus eisernern Quer- und Längsträgern, auf denen kleine, aus Ziegelsteinen gemauerte Gewölbe aufliegen. Westlich der gemeinsamen Station liegt ein einfacher Gleiswechsel zwischen den nach Norden führenden Gleisen, anschließend unterqueren die Gleise der Linie 7 die der Linie 5. Vorher wird, am westlichen Stationsende, die Station der Linie 4 überquert.
Der Querschnitt der tiefer gelegenen Station der Linie 4 ist durchgehend elliptisch. Die Wölbung der Decke ist jedoch an der Stelle unterbrochen, an der die Gleise der beiden anderen Linien die Station queren.
Von den insgesamt acht Ausgängen führt einer direkt in die Schalterhalle des Fernbahnhofs.

## Fahrzeuge
Die Linie 4 gehört zu den Linien, deren Fahrzeuge auf gasgefüllten Gummireifen laufen. Dort sind seit 2011 Züge der Baureihe MP 89 CC unterwegs. Die Umstellung der Linie 4 auf fahrerlose Züge der Baureihen MP 89 CA, MP 05 und MP 14 hat am 12. September 2022 begonnen und soll bis Ende 2023 abgeschlossen sein.
Auf den Linien 5 und 7 verkehren die Züge auf herkömmlichen Schienen. Die Linie 5 wird mit MF 01-Zügen befahren, die Linie 7 mit solchen der Baureihe MF 77.

## Verkehr
Der U-Bahnhof ist ein wichtiger Umsteigeknoten im Zentrum der Stadt. Mit etwa 43.000 Fahrgästen täglich war er 2004 die am fünftstärksten frequentierte Station der Metro. Es besteht eine Umsteigemöglichkeit zum RER E am Tunnelbahnhof Magenta, der östlich des Gare du Nord liegt. Der Gare de l’Est ist der wichtigste Bahnhof für Fern- und Hochgeschwindigkeitszüge in Richtung Straßburg, Metz und Süddeutschland.